# Decidim Ripollet

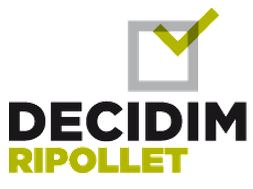
Logotip de Decidim Ripollet

Decidim Ripollet (ADR, Ara Decidim Ripollet) és una plataforma municipalista de Ripollet formada per integrants de diferents organitzacions polítiques, com COP-Compromís per Ripollet, Podem, Procés Constituent, el col·lectiu antifeixista Mai Més i independents. També hi participen persones vinculades a la CUP, Catalunya en Comú i Esquerra Unida i Alternativa.
Es va començara gestar en 2014 en la segona assemblea del procés Crida per Ripollet (impulsat per COP-Compromís per Ripollet). La plataforma es va adherir a les Candidatures Alternatives del Vallès.
Va ser la llista més votada a les eleccions municipals de 2015 i 2019, aconseguint l'alcaldia en ambdues ocasions amb José María Osuna López al capdavant.

## Resultats electorals a Ripollet
| Eleccions | Candidat/a       | Vots  | %           | Regidores | +/– | Govern   |
| --------- | ---------------- | ----- | ----------- | --------- | --- | -------- |
| 2015      | José María Osuna | 4.750 | 33,74% (#1) | 9 / 21    | 5   | Alcaldia |
| 2019      | José María Osuna | 6.578 | 39,98% (#1) | 10 / 21   | 1   | Alcaldia |
| 2023      | Txell Caler      | 3.650 | 25,13% (#2) | 6 / 21    | 4   | Oposició |